# スプンタ・マンユ
スプンタ・マンユ (Spənta Mainyu) は、ゾロアスター教に於いて崇拝される善神アムシャ・スプンタの筆頭で、「創造」を司るとされる。その名はアヴェスター語で「聖なる霊」を意味する。
創世神話によれば、世界の始まりの時、スプンタ・マンユはもう一人の創造神アンラ・マンユと出会ったという。そして、スプンタ・マンユは世界の二大原理のうち「善」を、アンラ・マンユは「悪」を選択し、それぞれの原理に基づいて万物を創造した。
我々が存在しているこの現実世界は、スプンタ・マンユとアンラ・マンユの被造物が混じり合い、互いに戦い合う「善と悪との戦場」である。
中世以降は最高神アフラ・マズダーと同一視される。